# Веслування на байдарках і каное на Європейських іграх 2023 — байдарки-четвірки, 500 метрів (чоловіки)
Змагання з веслування на байдарках-четвірках на дистанції 500 м серед чоловіків на Європейських іграх 2023 відбулися 21 - 23 червня 2023 року. Участь взяли 60 спортсменів з 15 країн.

## Призери
| Золото                                                             | Срібло                                                         | Бронза                                                                   |
| Іспанія Карлос Аревало Родріго Гермаде Саул Кравіотто Маркус Вальц | Україна Дмитро Даниленко Олег Кухарик Іван Семикін Ігор Трунов | Сербія Андело Дзомбета Марко Новакович Владімір Торубаров Стефан Врдоляк |

## Розклад
| Заїзд    | Дата      | Час   |
| -------- | --------- | ----- |
| Заїзд 1  | 21 червня | 10:24 |
| Заїзд 2  | 21 червня | 10:32 |
| Півфінал | 21 червня | 16:46 |
| Фінал    | 23 червня | 15:25 |

## Результати

### Заїзди
Перші три човни виходять до фіналу, решта - потрапляють до півфіналу. 
| Місце | Доріжка | Байдарочники                                                      | Країна     | Час      | Примітки |
| ----- | ------- | ----------------------------------------------------------------- | ---------- | -------- | -------- |
| 1     | 4       | Шандор Тотка Бенце Надаш Колош Чізмадіа Іштван Кулі               | Угорщина   | 1:21.238 | F        |
| 2     | 6       | Дмитро Даниленко Олег Кухарик Іван Семикін Ігор Трунов            | Україна    | 1:21.268 | F        |
| 3     | 2       | Алессандро Гнеккі Джакомо Цінті Манфреді Ріцца Андреа ді Ліберто  | Італія     | 1:21.288 | F        |
| 4     | 1       | Якуб Брабець Радек Шлоуф Якуб Шпіцар Якуб Заврель                 | Чехія      | 1:21.422 | SF       |
| 5     | 5       | Макс Лемке Том Лібшер Макс Рендшмідт Якоб Шопф                    | Німеччина  | 1:21.615 | SF       |
| 6     | 3       | Андело Дзомбета Марко Новакович Владімір Торубаров Стефан Врдоляк | Сербія     | 1:23.355 | SF       |
| 7     | 7       | Емануел Сілва Фернандо Пімента Кевін Сантос Давід Варела          | Португалія | 1:23.505 | SF       |
| 8     | 8       | Йоакім Ліндберг Теодор Орбан Петтер Меннінг Мартін Нателл         | Швеція     | 1:25.239 | SF       |

| Місце | Доріжка | Байдарочники                                                      | Країна     | Час      | Примітки |
| ----- | ------- | ----------------------------------------------------------------- | ---------- | -------- | -------- |
| 1     | 3       | Карлос Аревало Родріго Гермаде Саул Кравіотто Маркус Вальц        | Іспанія    | 1:20.713 | F        |
| 2     | 7       | Карліс Думпіс Робертс Акменс Алексейс Рум'янчевс Алдіс Вілде      | Латвія     | 1:21.373 | F        |
| 3     | 6       | Артурас Сея Ігнас Навакаускас Міндаугас Малдоніс Сімонас Малдоніс | Литва      | 1:21.516 | F        |
| 4     | 4       | Максим Бомон Гійом Бюргер Квіліан Кох Гійом Декорхемон            | Франція    | 1:21.856 | SF       |
| 5     | 2       | Лассе Мадсен Магнус Сібберсен Мортен Граверсен Віктор Аасмул      | Данія      | 1:21.866 | SF       |
| 6     | 5       | Деніс Мишак Залка Чаба Самуель Балаж Адам Ботек                   | Словаччина | 1:22.510 | SF       |
| 7     | 8       | Якуб Степун Славомір Вітчак Якуб Міхальський Пшемислав Корсак     | Польща     | 1:22.523 | SF       |

### Півфінал[3]
Перші три човни виходять до фіналу, решта - завершують змагання.
| Місце | Доріжка | Байдарочники                                                      | Країна     | Час      | Примітки |
| ----- | ------- | ----------------------------------------------------------------- | ---------- | -------- | -------- |
| 1     | 3       | Макс Лемке Том Лібшер Макс Рендшмідт Якоб Шопф                    | Німеччина  | 1:22.321 | F        |
| 2     | 7       | Андело Дзомбета Марко Новакович Владімір Торубаров Стефан Врдоляк | Сербія     | 1:22.498 | F        |
| 3     | 4       | Якуб Брабець Радек Шлоуф Якуб Шпіцар Якуб Заврель                 | Чехія      | 1:21.422 | F        |
| 4     | 8       | Якуб Степун Славомір Вітчак Якуб Міхальський Пшемислав Корсак     | Польща     | 1:22.928 | x        |
| 5     | 5       | Максим Бомон Гійом Бюргер Квіліан Кох Гійом Декорхемон            | Франція    | 1:23.248 | x        |
| 6     | 2       | Деніс Мишак Залка Чаба Самуель Балаж Адам Ботек                   | Словаччина | 1:23.285 | x        |
| 7     | 1       | Емануел Сілва Фернандо Пімента Кевін Сантос Давід Варела          | Португалія | 1:24.045 | x        |
| 8     | 6       | Лассе Мадсен Магнус Сібберсен Мортен Граверсен Віктор Аасмул      | Данія      | 1:24.522 | x        |
| 9     | 9       | Йоакім Ліндберг Теодор Орбан Петтер Меннінг Мартін Нателл         | Швеція     | 1:26.125 | x        |

### Фінал[4]
| Місце | Доріжка | Байдарочники                                                      | Країна    | Час      | Примітки |
| ----- | ------- | ----------------------------------------------------------------- | --------- | -------- | -------- |
| 1     | 4       | Карлос Аревало Родріго Гермаде Саул Кравіотто Маркус Вальц        | Іспанія   | 1:19.964 |          |
| 2     | 3       | Дмитро Даниленко Олег Кухарик Іван Семикін Ігор Трунов            | Україна   | 1:20.500 |          |
| 3     | 1       | Андело Дзомбета Марко Новакович Владімір Торубаров Стефан Врдоляк | Сербія    | 1:20.800 |          |
| 4     | 7       | Алессандро Гнеккі Джакомо Цінті Манфреді Ріцца Андреа ді Ліберто  | Італія    | 1:20.848 |          |
| 5     | 8       | Макс Лемке Том Лібшер Макс Рендшмідт Якоб Шопф                    | Німеччина | 1:20.972 |          |
| 6     | 5       | Шандор Тотка Бенце Надаш Колош Чізмадіа Іштван Кулі               | Угорщина  | 1:20.980 |          |
| 7     | 9       | Якуб Брабець Радек Шлоуф Якуб Шпіцар Якуб Заврель                 | Чехія     | 1:21.178 |          |
| 8     | 6       | Карліс Думпіс Робертс Акменс Алексейс Рум'янчевс Алдіс Вілде      | Латвія    | 1:21.758 |          |
| 9     | 2       | Артурас Сея Ігнас Навакаускас Міндаугас Малдоніс Сімонас Малдоніс | Литва     | 1:21.778 |          |